# Palaemnema spinulata
Palaemnema spinulata là loài chuồn chuồn trong họ Platystictidae. Loài này được Donnelly miêu tả khoa học đầu tiên năm 1992.